# Mellicta nigrolunulata
Mellicta nigrolunulata är en fjärilsart som beskrevs av Van Oorschot 1966. Mellicta nigrolunulata ingår i släktet Mellicta och familjen praktfjärilar. Inga underarter finns listade i Catalogue of Life.